# Dreiwalzenstuhl
Der Dreiwalzenstuhl (auch: Dreiwalzwerk) ist in der Druckfarbenherstellung die Anlage zum Entlüften der in Rührwerkskugelmühlen dispergierten Druckfarbe. Die Apparatur besteht aus drei großen Zylindern, die mit unterschiedlicher Geschwindigkeit gegeneinander laufen. Der Zylinderabstand kann je nach Modell sehr fein eingestellt werden.

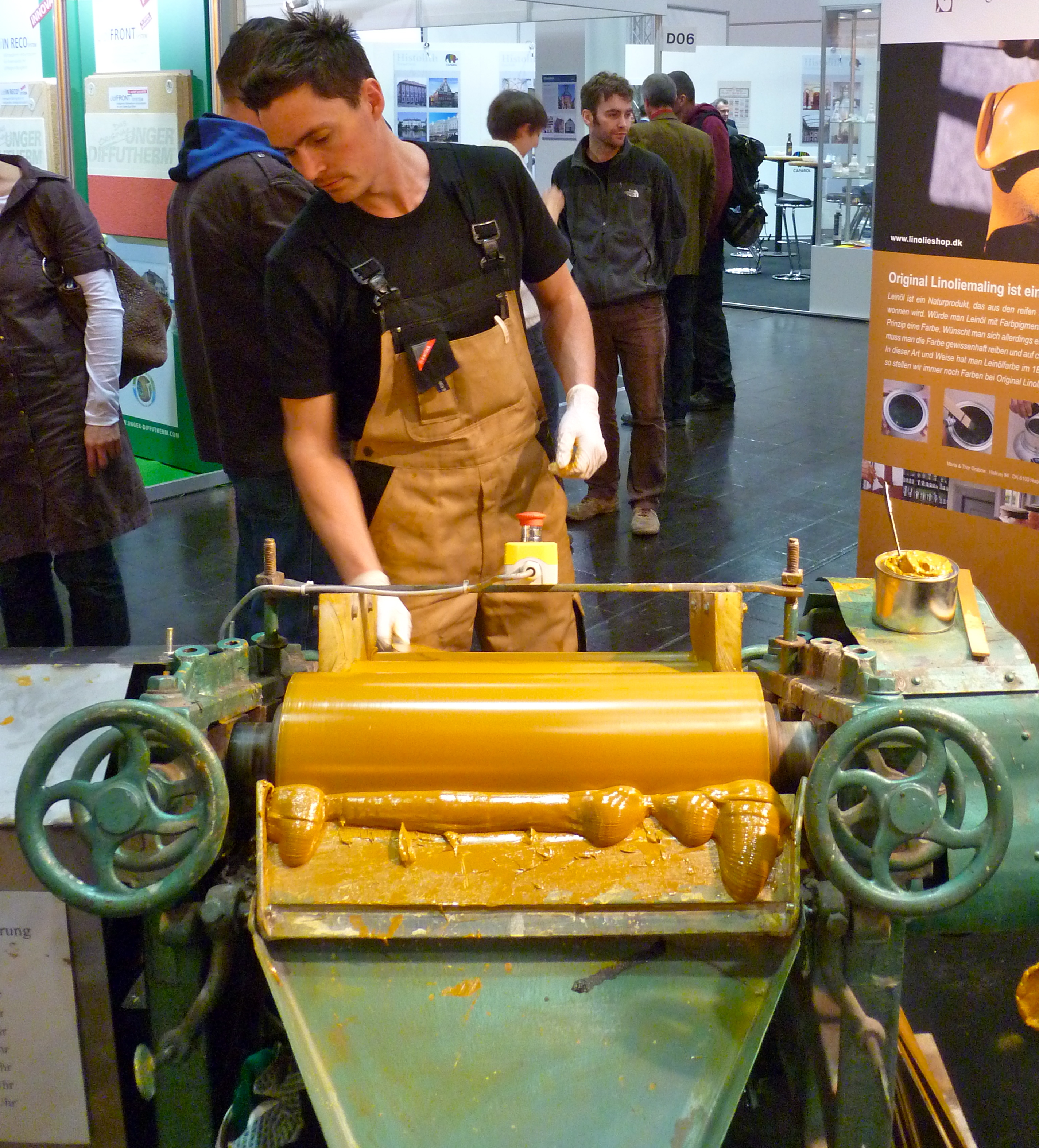
Ein Hersteller von reinen Leinölfarben zeigt auf einer Messe, wie Leinölfarben verrieben werden.

Die dispergierte Druckfarbe wird zwischen der ersten und zweiten Walze (Zylinder) verteilt.
In dem sehr engen individuell regulierbaren Reibspalt entstehen hohe Reibungskräfte, die von Zylinder 2 auf 3 durch ihre unterschiedlichen Rotationsgeschwindigkeiten nochmals intensiver verrieben werden, um jegliche Lufteinschlüsse zu eliminieren und eine homogene Druckfarbe zu gewährleisten.

## Salbenmühle bei der pharmazeutischen Herstellung von Salben oder Emulsionen
Im pharmazeutischen Rezepturbereich wird der Dreiwalzenstuhl als „Salbenmühle“ zum Desagglomerieren und Homogenisieren des Ausgangsmaterials verwendet, bei manchen Rezepturen auch zum Zerkleinern des suspendierten Feststoffs. Auch hier wird die Salbe zwischen die ersten beiden Walzen aufgetragen und gelangt über die 2. und 3. Walze schließlich auf einen Abstreifer. Die letzte Walze dreht sich hierbei am schnellsten. Das Geschwindigkeitsverhältnis ist in der Regel 1:3:9.
Die Masse kann mehrfach durch die Mühle gelassen werden, dabei wird der Abstand der Walzen immer weiter verringert und somit Feststoffe mikrofein zerrieben und suspendiert.
Die Walzen bestehen aus chemisch inerter Keramik (Porzellan, Aluminiumoxid) oder hartverchromtem Stahl, was zudem auch die rückstandsfreie Reinigung erleichtert.